# Gaylon Nickerson
Pour les articles homonymes, voir Nickerson.
Gaylon Nickerson, né le 5 février 1969, à Osceola, en Arkansas, est un ancien joueur américain de basket-ball. Il évolue au poste d'arrière.

## Palmarès
- CBA Newcomer of the Year 1996
- All-CBA First Team 1997
- Meilleur marqueur CBA 1997
- Champion USBL 2002